# Relaciones Argentina-Palestina
Las Relaciones Argentina-Palestina son las relaciones bilaterales entre estos dos países. El 6 de diciembre de 2010, el gobierno de Argentina reconoció oficialmente al Estado de Palestina como «libre e independiente», «dentro de las fronteras existentes en 1967 y de acuerdo a lo que las partes determinen en el transcurso del proceso de negociación», respetando también los derechos del Estado de Israel y expresándose a favor de alcanzar un acuerdo de paz en Oriente Próximo.

## Historia
En 1947 Argentina se abstuvo en la votación del Plan de las Naciones Unidas para la partición de Palestina.
En diciembre de 1976 el representante argentino ante las Naciones Unidas, Carlos Ortiz de Rozas, respaldó dos resoluciones, una condenatoria de la política israelí de ocupación de territorios, y otra de reconocimiento de la OLP como «actor esencial para la realización de un acuerdo justo y duradero en la región». Previo a ello la postura argentina en las votaciones de las resoluciones sobre el conflicto árabe-israelí eran de abstención. En 1979 el representante Enrique J. Ros sostuvo que «ni judíos ni árabes podían continuar desconociendo la existencia de sus vecinos y la legitimidad de sus derechos». En febrero de 1981, el presidente de la delegación argentina ante la Comisión de Derechos Humanos de la ONU en Ginebra, Gabriel Martínez, declaró su «apoyo» a las reivindicaciones del pueblo palestino, declarando que los pueblos israelí y palestino «constituyen dos realidades y no pueden desconocerse mutuamente». En 1982, los diplomáticos argentinos condenaron la agresión de Israel en la guerra en el Líbano y la matanza de palestinos en Beirut, sosteniendo la representatividad de la Organización para la Liberación de Palestina (OLP) (a su vez le otorgan estatus diplomático). Cabe destacar que al mismo tiempo los países árabes mostraban su apoyo diplomático a la Argentina por el reclamo de las islas Malvinas. En la Reunión del Movimiento de Países No Alineados en octubre de 1982, el canciller Aguirre Lanari reafirmó las críticas argentinas a la política israelí y el pedido de retirada hacia las fronteras de 1967.
En 1983 el presidente de facto Reynaldo Bignone participó en la cumbre del Movimiento de Países no Alineados realizada en la India, saludando a Yasir Arafat, provocando reclamos del embajador israelí Don Schmorak y de la colectividad judía de Argentina que alegó «un giro impuesto a la política exterior argentina». Previo a ello en 1981, el gobierno militar comúnmente equiparaba a las organizaciones armadas argentinas con la OLP. Ese año el presidente de la organización internacional judía Bnei Brith, Jack Spitzer, obtuvo de parte del presidente de facto Roberto Viola el compromiso de que Argentina no reconocería a la OLP.
En septiembre de 1989, Carlos Menem en otra cumbre de los No Alineados en Yugoslavia repite el saludo a Arafat. Durante su presidencia fue invitado por la OLP a Palestina, pero la visita no se concretó. Menem también invitó sin éxito a Arafat. En lo referente al conflicto árabe-israelí, Menem, a diferencia de Raúl Alfonsín, le dio importancia y se ofreció como mediador para las negociaciones, como así también propuso a Buenos Aires como sede para una conferencia sobre la paz. En septiembre de 2001 Fernando de la Rúa se reunió con Arafat en la sede de Naciones Unidas.

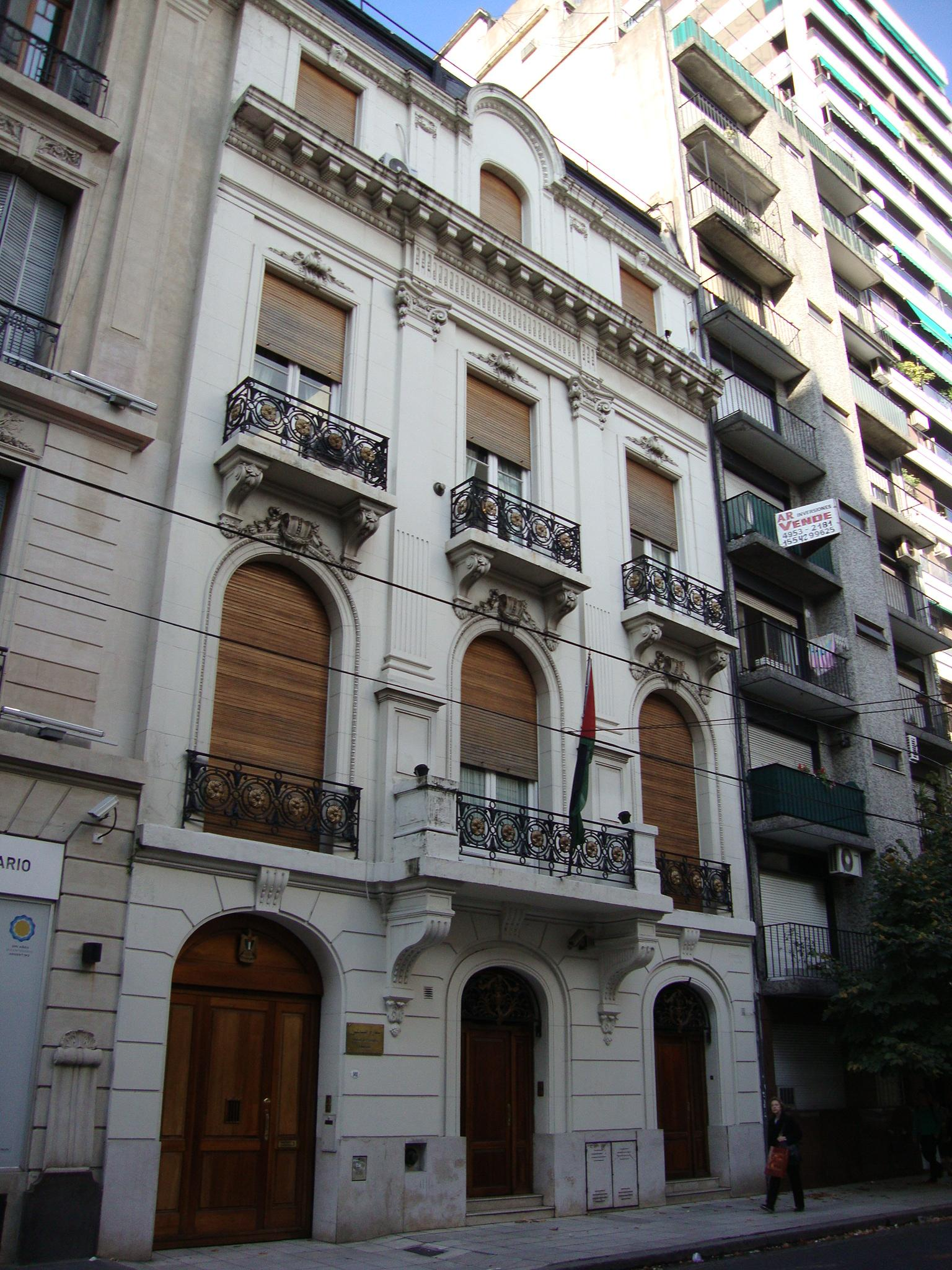
Embajada palestina en Buenos Aires.

En 1989 se abrió una Oficina de Información Palestina en Argentina, instalándose la primera delegación en Rosario y luego una segunda en Buenos Aires para pedir por una representación diplomática de la OLP. En 1996, Suhail Hani Daher Akel, primer embajador palestino ante Argentina, logró que una antigua residencia en dicha ciudad sea cedida por el gobierno argentino para la Autoridad Palestina. Las obras de reciclaje del inmueble duraron dos años. La representación diplomática fue inaugurada oficialmente el 15 de noviembre de 1999, y desde entonces representa a la Autoridad Nacional Palestina y la OLP.
Dicho embajador realizó una iniciativa para imponer el nombre Palestina a una calle de Buenos Aires, formalizándose en 1995. El 5 de diciembre de 2013, la Legislatura Porteña decidió renombrar la calle a Estado de Palestina, siendo oficializado por el gobierno porteño a fines de enero de 2014. Suele realizarse actos a favor de la paz en Oriente Próximo.
En 1994, el entonces canciller Guido Di Tella se reunió con Arafat en Túnez donde le ofreció construir viviendas y una escuela en Gaza, pero el líder palestino resaltó la necesidad de servicios urbanos básicos que Argentina no pudo brindar. En 1995 Argentina otorgó su reconocimiento a la Autoridad Palestina. Al año siguiente el entonces ministro del interior Carlos Corach recibió a los presidentes de Israel y Palestina entregándoles cartas firmadas por Menem haciendo un llamado de paz. Arafat le solicitó interceder ante Shimon Peres por el cierre de las fronteras por parte de Israel, lo que llevó a Argentina a enviar Cascos Blancos, que provocó el levantamiento de las trabas israelíes de medicamentos y comestibles a los territorios palestinos. En los años siguientes continuaron las misiones de Cascos Blancos en Gaza y Cisjordania.

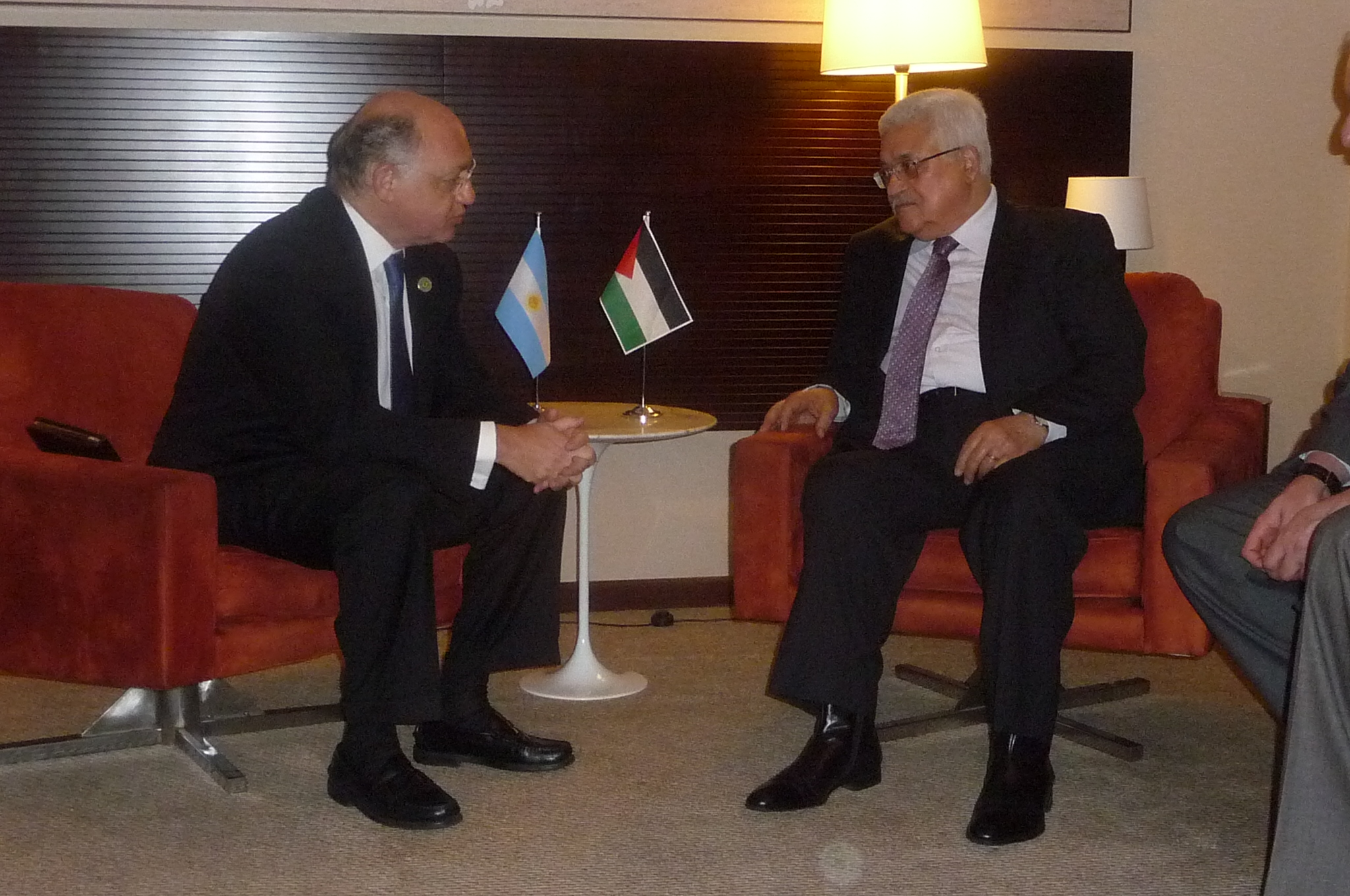
Héctor Timerman junto a Mahmud Abás en 2011.

En 2008 Argentina instaló su Representación Diplomática en Ramala, siendo designado Horacio Wamba «como embajador extraordinario y plenipotenciario, al solo efecto del rango protocolar». La decisión la había tomado Néstor Kirchner en 2005. En noviembre de 2009 el presidente palestino Mahmoud Abbas visitó la Argentina siendo recibido por la Presidenta Cristina Fernández de Kirchner, luego tuvieron una reunión en Nueva York, en septiembre de 2010. El reconocimiento argentino a Palestina como Estado fue el tercero de América Latina tras Brasil y Uruguay. El gobierno argentino aclaró también que no reconoce a Jerusalén como capital de ningún Estado.

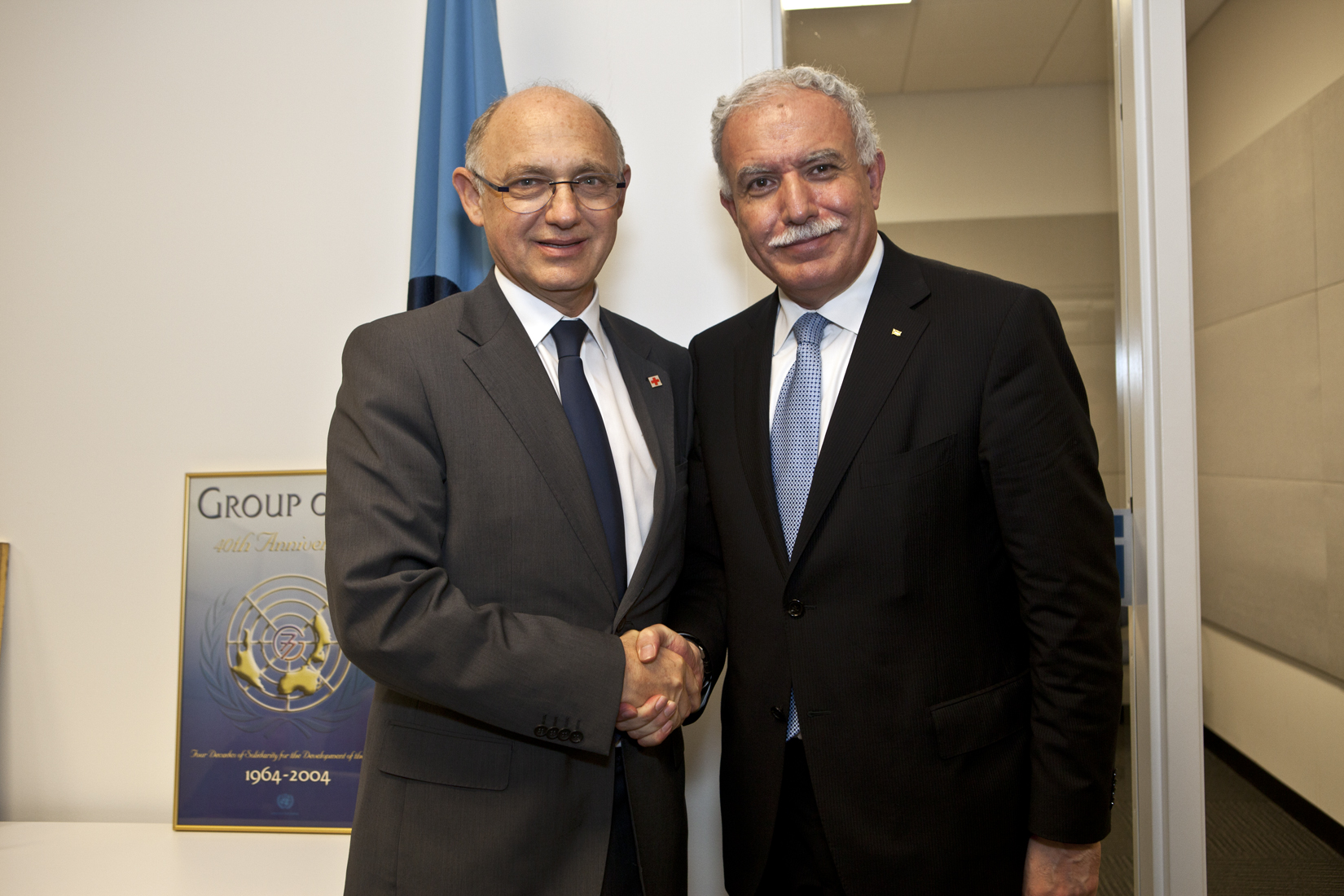
Héctor Timerman y Riyad al-Maliki en 2011.

Tras el reconocimiento argentino como Estado se llevaron a cabo acuerdos de cooperación entre ciudades argentinas y ciudades palestinas, y se creó un Comité Permanente de Solidaridad con el Pueblo Palestino. En 2011 Argentina votó a favor de la incorporación de Palestina a la UNESCO como miembro pleno, y ante la Asamblea General de Naciones Unidas, Cristina Fernández de Kirchner pidió por la incorporación del Estado Palestino como miembro pleno de la ONU.
En noviembre de 2012, tras el inicio de la Operación Pilar Defensivo por parte de Israel contra Hamás, la presidenta argentina realizó un pedido por la paz y su solidaridad con las víctimas de ambos bandos. Además juzgó de «imprescindible el reconocimiento del Estado Palestino, verdadero nudo gordiano de la cuestión del Medio Oriente».

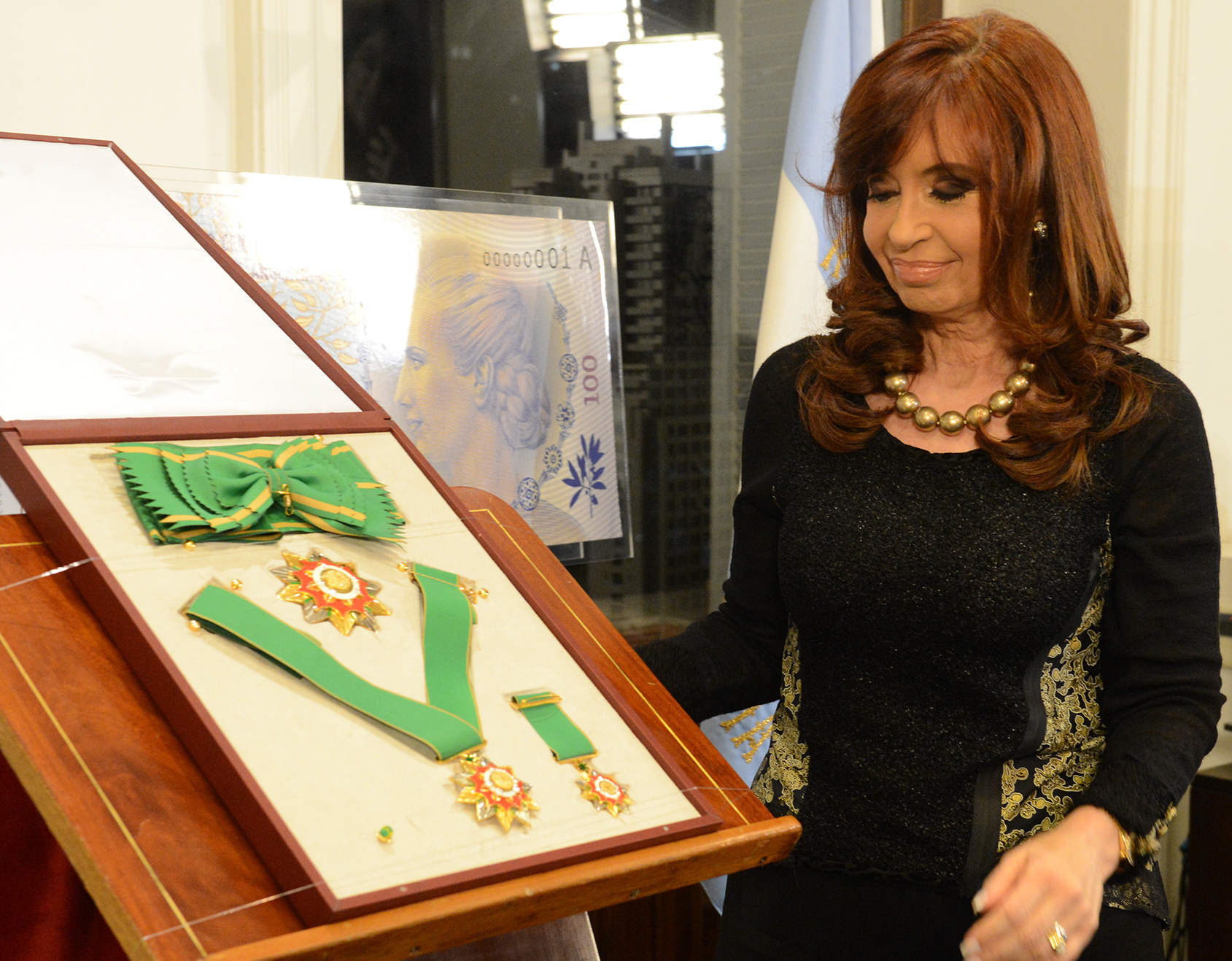
Cristina Kirchner con la Estrella de Palestina.

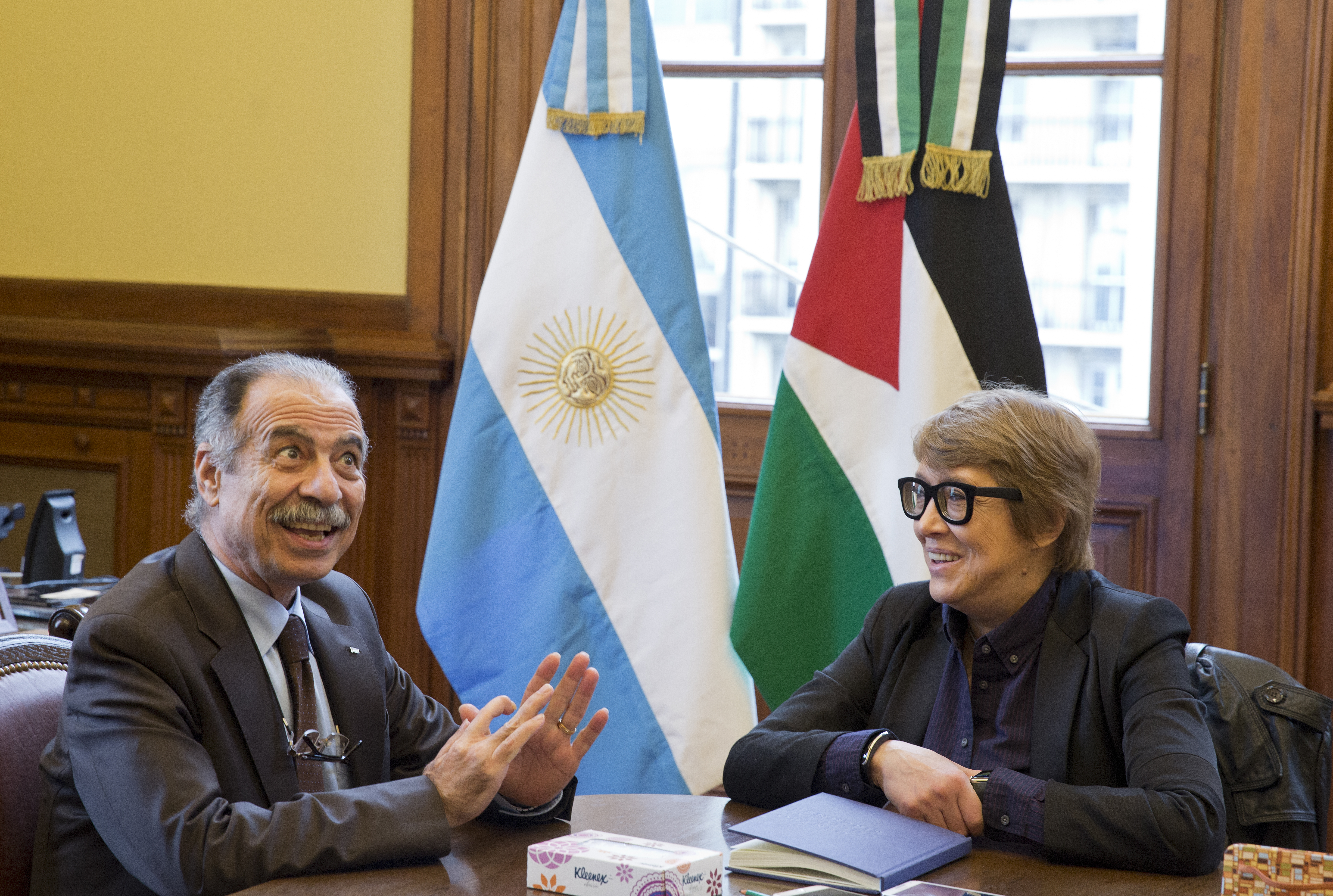
Teresa Parodi junto a Husni Abdel Wahed en 2015.

Durante el conflicto entre la Franja de Gaza e Israel de 2014, Cristina Fernández de Kirchner, en un diálogo con la prensa hizo un llamamiento a la paz y pidió que se acabe «con tanta muerte de tantos civiles y tantos chicos». El Ministerio de Relaciones Exteriores argentino emitió un comunicado lamentando el fallecimiento de niños y condenando las acciones de Hamás y de Israel por bombardear.
El 30 de julio, en el marco del mismo conflicto, una parroquia católica de Gaza donde habitaban 29 niños y nueve ancianos fue alcanzada y dañada por los bombardeos, sin dejar heridos. El cura de dicha parroquia era ciudadano argentino. Desde el inicio de la operación israelí, el religioso habló con las autoridades de la Santa Sede y expresó su voluntad de permanecer en la Franja. Por su parte, la mandataria argentina hizo responsable al gobierno israelí «de la integridad física» del sacerdote y advirtió que el agravamiento de la situación «tendría serias consecuencias en la relación bilateral» entre ambos países. El ministerio de Relaciones Exteriores argentino también convocó por lo sucedido a Dorit Shavit, embajadora israelí en Buenos Aires. Tras el hecho, la presidenta argentina expresó que estaban en contacto con el cura y se realizaban trámites para entregarle alimentos.
En agosto de 2014 el diputado Guillermo Carmona creó en el seno del Congreso de la Nación Argentina, la Grupo Parlamentario de Amistad con el Estado de Palestina. En octubre del mismo año, la Cancillería argentina anunció 236 misiones técnicas a Palestina en materia de agricultura y pesca, salud, asistencia humanitaria y desarrollo social, conformadas por un total de 161 expertos argentinos y con el fin de reconstruir Gaza.
En agosto de 2015, Cristina Fernández de Kirchner recibió la condecoración Estrella de Palestina, la máxima condecoración de la OLP por su defensa por el reconocimiento del Estado Palestino. Por ese motivo recibió en la Quinta de Olivos a Saeb Erekat, Secretario General de la OLP en representación del gobierno palestino. Fernández de Kirchner se refirió a la situación de Palestina en casi todos los discursos que brindó ante la Asamblea General de las Naciones Unidas durante su mandato y también colocó el tema en debate durante la presidencia de Argentina del Consejo de Seguridad de la ONU en el período 2013-2014.
En octubre de 2015, la Cancillería Argentina anunció la decisión de elevar al rango de embajada su representación en Ramala tras un encuentro entre los cancilleres de ambos países en Nueva York, hecho criticado por el gobierno israelí.
En diciembre de 2015, Riyad al-Maliki participó en representación de Palestina de la asunción presidencial de Mauricio Macri.
En 2016 se conoció el voto argentino a favor de una resolución de la UNESCO sobre la preservación de sitios históricos en Jerusalén que utiliza el término Palestina Ocupada, provocando críticas de la Delegación de Asociaciones Israelitas Argentinas hacia la canciller Susana Malcorra. Ese mismo año la embajadora Dorit Shavit anunció a la prensa sus intenciones de pedirle al presidente Mauricio Macri que la Argentina deje de reconocer a Palestina como un Estado. Finalmente a la hora de la votación, Argentina se abstuvo alegando «neutralidad».

## Comercio
Según la Asociación Latinoamericana de Integración, entre 2001 y 2010, las exportaciones del Mercosur a Palestina crecieron de 103.000 dólares estadounidenses en 2003 a 1,7 millones en 2010. En caso de las importaciones, estas ascendieron a 92.000 dólares. Todas ellas fueron compras de Argentina en 2009. En 2011 se firmó un Tratado de Libre Comercio entre el Mercosur y Palestina, ante la presencia de los cancilleres y presidentes del organismo regional y el ministro de relaciones exteriores palestino Riyad al-Maliki.

## Inmigración
Argentina posee una pequeña comunidad palestina. En la primera mitad del siglo XX, muchos inmigrantes palestinos llegaron efectivamente a Buenos Aires, aunque la mayoría de ellos decidió radicarse en Chile, país que alberga la mayor comunidad palestina fuera del mundo árabe.
En octubre de 2014, el gobierno argentino lanzó el «Programa Siria», que benefició a poco más de 100 personas, para facilitar la llegada de ciudadanos afectados por la guerra civil siria que desearan asentarse en el país, siendo el segundo país de América del Sur en adoptar medidas de esta índole después de Uruguay. Dicho programa ofrecía a sus beneficiarios una visa de ingreso que permitía una residencia temporaria y la posibilidad de tramitar la residencia permanente. El programa fue creado por la disposición 3915/2015 del Boletín Oficial de la República Argentina y originalmente se extendió hasta el 21 de octubre de 2015. La iniciativa no solamente estaba destinada a personas de nacionalidad siria, sino también a palestinos refugiados en el país.